# Abdou Diallo
Abdou Lahkat Diallo (Tours, 4 maggio 1996) è un calciatore francese naturalizzato senegalese, difensore dell'Al-Arabi e della nazionale senegalese, con cui si è laureato campione d'Africa nel 2022.

## Caratteristiche tecniche
Difensore centrale forte fisicamente, rapido e con ottima visione di gioco che gli consente, all'occorrenza, di essere impiegato anche come mediano di centrocampo. Grazie alla sua discreta velocità può essere schierato come terzino sinistro.

## Carriera

### Club

#### Monaco e prestito allo Zulte Waregem
Cresciuto nel settore giovanile del Monaco, il 14 dicembre 2014 esordisce in Ligue 1 nella partita vinta 1-0 sull'Olympique Marsiglia. Nell'occasione subentra a Bernardo Silva nel recupero.
Il 7 giugno 2015 è ceduto in prestito ai belgi dello Zulte Waregem. Debutta nella Pro League il 25 luglio, disputando da titolare l'incontro vinto 3-1 sul Lokeren. Nella stagione trascorsa in Belgio va in rete tre volte, due nella regual season e una ai play-off.
Rientrato al Monaco, conquista il campionato francese che il club del Principato non vinceva da 17 anni. Raccoglie 5 presenze in Ligue 1 e debutta in Champions League, giocando titolare l'ultima gara della fase a gironi persa 3-0 sul campo del Bayer Leverkusen.

#### Magonza e Borussia Dortmund
Il 14 luglio 2017 è annunciato il suo passaggio al Magonza per 5 milioni. Il 19 agosto esordisce in Bundesliga nella sconfitta casalinga rimediata contro l'Hannover 96 (0-1). Il 9 settembre realizza il primo gol nel campionato tedesco, un colpo di testa su punizione di Öztunalı che vale il sorpasso sul Bayer Leverkusen (3-1). Nel corso della stagione va a segno altre due volte, il 4 novembre nel pareggio contro il Borussia M'gladbach (1-1) e il 19 dicembre negli ottavi di DFB-Pokal contro lo Stoccarda (3-1).
Il 26 giugno 2018 è ceduto al Borussia Dortmund alla cifra di 28 milioni. Segna il primo e unico gol con la maglia del Dortmund il 14 settembre nel 3-1 all'Eintracht Francoforte, sbloccando il risultato.

#### Paris Saint-Germain e prestito al Lipsia
Il 16 luglio 2019 è acquistato dal Paris Saint-Germain, con cui firma un contratto quinquennale. Il trasferimento ammonta a 32 milioni.
Il 1º settembre 2022 passa in prestito annuale con diritto di riscatto al RB Lipsia. A fine stagione torna a Parigi.

#### Al-Arabi
Il 15 agosto 2023 Diallo passa all'Al-Arabi, squadra qatariota, per 15 milioni di €, firmando un contratto quadriennale valido fino al 30 giugno 2027.

### Nazionale
Dopo avere compiuto la trafila delle selezioni giovanili francesi dall'under-16 all'under-21, nel 2021 opta per rappresentare il Senegal, nazionale delle sue origini.
Il 26 marzo 2021 esordisce con la selezione senegalese in occasione del pareggio per 0-0 contro la Rep. del Congo. Il 1º settembre seguente realizza il suo primo gol con il Senegal in occasione del successo per 2-0 contro il Togo.

## Statistiche

### Presenze e reti nei club
Statistiche aggiornate al 17 settembre 2023.
| Stagione                   | Squadra                    | Campionato                 | Campionato | Campionato | Coppe nazionali | Coppe nazionali | Coppe nazionali | Coppe continentali | Coppe continentali | Coppe continentali | Altre coppe | Altre coppe | Altre coppe | Totale | Totale |
| Stagione                   | Squadra                    | Comp                       | Pres       | Reti       | Comp            | Pres            | Reti            | Comp               | Pres               | Reti               | Comp        | Pres        | Reti        | Pres   | Reti   |
| -------------------------- | -------------------------- | -------------------------- | ---------- | ---------- | --------------- | --------------- | --------------- | ------------------ | ------------------ | ------------------ | ----------- | ----------- | ----------- | ------ | ------ |
| 2014-2015                  | Monaco                     | L1                         | 5          | 0          | CF+CdL          | 1+2             | 0               | UCL                | 0                  | 0                  | -           | -           | -           | 8      | 0      |
| 2015-2016                  | Zulte Waregem              | PL                         | 27+6       | 2+1        | CB              | 2               | 0               | -                  | -                  | -                  | -           | -           | -           | 35     | 3      |
| 2016-2017                  | Monaco                     | L1                         | 5          | 0          | CF+CdL          | 4+1             | 0               | UCL                | 1                  | 0                  | -           | -           | -           | 11     | 0      |
| Totale Monaco              | Totale Monaco              | Totale Monaco              | 10         | 0          |                 | 8               | 0               |                    | 1                  | 0                  |             | -           | -           | 19     | 0      |
| 2017-2018                  | Magonza                    | BL                         | 27         | 2          | CG              | 3               | 1               | -                  | -                  | -                  | -           | -           | -           | 30     | 3      |
| 2018-2019                  | Borussia Dortmund          | BL                         | 28         | 1          | CG              | 3               | 0               | UCL                | 7                  | 0                  | -           | -           | -           | 38     | 1      |
| 2019-2020                  | Paris Saint-Germain        | L1                         | 16         | 0          | CF+CdL          | 1+2             | 0               | UCL                | 3                  | 0                  | SF          | 1           | 0           | 23     | 0      |
| 2020-2021                  | Paris Saint-Germain        | L1                         | 22         | 0          | CF              | 5               | 0               | UCL                | 8                  | 0                  | SF          | 1           | 0           | 36     | 0      |
| 2021-2022                  | Paris Saint-Germain        | L1                         | 12         | 0          | CF              | 1               | 0               | UCL                | 2                  | 0                  | SF          | 1           | 0           | 16     | 0      |
| ago. 2022                  | Paris Saint-Germain        | L1                         | 0          | 0          | CF              | -               | -               | UCL                | -                  | -                  | SF          | 0           | 0           | 0      | 0      |
| Totale Paris Saint-Germain | Totale Paris Saint-Germain | Totale Paris Saint-Germain | 50         | 0          |                 | 9               | 0               |                    | 12                 | 0                  |             | 2           | 0           | 75     | 0      |
| ago. 2022-2023             | RB Lipsia                  | BL                         | 0          | 0          | CG              | 0               | 0               | UCL                | 0                  | 0                  | SG          | -           | -           | 0      | 0      |
| 2023-2024                  | Al-Arabi                   | QSL                        | 2          | 1          | QSC+EQC         | 0               | 0               | ACL                | 1                  | 0                  | CQ          | 0           | 0           | 3      | 1      |
| Totale carriera            | Totale carriera            | Totale carriera            | 150        | 7          |                 | 25              | 1               |                    | 22                 | 0                  |             | 3           | 0           | 200    | 8      |

### Cronologia presenze e reti in nazionale
| Cronologia completa delle presenze e delle reti in nazionale ― Senegal | Cronologia completa delle presenze e delle reti in nazionale ― Senegal | Cronologia completa delle presenze e delle reti in nazionale ― Senegal | Cronologia completa delle presenze e delle reti in nazionale ― Senegal | Cronologia completa delle presenze e delle reti in nazionale ― Senegal | Cronologia completa delle presenze e delle reti in nazionale ― Senegal | Cronologia completa delle presenze e delle reti in nazionale ― Senegal | Cronologia completa delle presenze e delle reti in nazionale ― Senegal |
| Data                                                                   | Città                                                                  | In casa                                                                | Risultato                                                              | Ospiti                                                                 | Competizione                                                           | Reti                                                                   | Note                                                                   |
| ---------------------------------------------------------------------- | ---------------------------------------------------------------------- | ---------------------------------------------------------------------- | ---------------------------------------------------------------------- | ---------------------------------------------------------------------- | ---------------------------------------------------------------------- | ---------------------------------------------------------------------- | ---------------------------------------------------------------------- |
| 26-3-2021                                                              | Brazzaville                                                            | Rep. del Congo                                                         | 0 – 0                                                                  | Senegal                                                                | Qual. Coppa d'Africa 2021                                              | -                                                                      |                                                                        |
| 5-6-2021                                                               | Thiès                                                                  | Senegal                                                                | 3 – 1                                                                  | Zambia                                                                 | Amichevole                                                             | -                                                                      |                                                                        |
| 8-6-2021                                                               | Thiès                                                                  | Senegal                                                                | 2 – 0                                                                  | Capo Verde                                                             | Amichevole                                                             | -                                                                      |                                                                        |
| 1-9-2021                                                               | Thiès                                                                  | Senegal                                                                | 2 – 0                                                                  | Togo                                                                   | Qual. Mondiali 2022                                                    | 1                                                                      |                                                                        |
| 7-9-2021                                                               | Brazzaville                                                            | Rep. del Congo                                                         | 1 – 3                                                                  | Senegal                                                                | Qual. Mondiali 2022                                                    | -                                                                      |                                                                        |
| 9-10-2021                                                              | Thiès                                                                  | Senegal                                                                | 4 – 1                                                                  | Namibia                                                                | Qual. Mondiali 2022                                                    | -                                                                      |                                                                        |
| 12-10-2021                                                             | Johannesburg                                                           | Namibia                                                                | 1 – 3                                                                  | Senegal                                                                | Qual. Mondiali 2022                                                    | -                                                                      | 73’                                                                    |
| 10-1-2022                                                              | Bafoussam                                                              | Senegal                                                                | 1 – 0                                                                  | Zimbabwe                                                               | Coppa d'Africa 2021 - 1º turno                                         | -                                                                      |                                                                        |
| 14-1-2022                                                              | Bafoussam                                                              | Senegal                                                                | 0 – 0                                                                  | Guinea                                                                 | Coppa d'Africa 2021 - 1º turno                                         | -                                                                      |                                                                        |
| 18-1-2022                                                              | Bafoussam                                                              | Malawi                                                                 | 0 – 0                                                                  | Senegal                                                                | Coppa d'Africa 2021 - 1º turno                                         | -                                                                      |                                                                        |
| 25-1-2022                                                              | Bafoussam                                                              | Senegal                                                                | 2 – 0                                                                  | Capo Verde                                                             | Coppa d'Africa 2021 - Ottavi di finale                                 | -                                                                      |                                                                        |
| 30-1-2022                                                              | Yaoundé                                                                | Senegal                                                                | 3 – 1                                                                  | Guinea Equatoriale                                                     | Coppa d'Africa 2021 - Quarti di finale                                 | -                                                                      |                                                                        |
| 2-2-2022                                                               | Yaoundé                                                                | Burkina Faso                                                           | 1 – 3                                                                  | Senegal                                                                | Coppa d'Africa 2021 - Semifinale                                       | 1                                                                      |                                                                        |
| 6-2-2022                                                               | Yaoundé                                                                | Senegal                                                                | 0 – 0 dts (4 – 2 dtr)                                                  | Egitto                                                                 | Coppa d'Africa 2021 - Finale                                           | -                                                                      | 54’                                                                    |
| 25-3-2022                                                              | Il Cairo                                                               | Egitto                                                                 | 1 – 0                                                                  | Senegal                                                                | Qual. Mondiali 2022                                                    | -                                                                      | 14’                                                                    |
| 4-6-2022                                                               | Diamniadio                                                             | Senegal                                                                | 3 – 1                                                                  | Benin                                                                  | Qual. Coppa d'Africa 2023                                              | -                                                                      |                                                                        |
| 7-6-2022                                                               | Kigali                                                                 | Ruanda                                                                 | 0 – 1                                                                  | Senegal                                                                | Qual. Coppa d'Africa 2023                                              | -                                                                      |                                                                        |
| 24-9-2022                                                              | Orléans                                                                | Bolivia                                                                | 0 – 2                                                                  | Senegal                                                                | Amichevole                                                             | -                                                                      |                                                                        |
| 21-11-2022                                                             | Doha                                                                   | Senegal                                                                | 0 – 2                                                                  | Paesi Bassi                                                            | Mondiali 2022 - 1º turno                                               | -                                                                      | 62’                                                                    |
| 25-11-2022                                                             | Doha                                                                   | Qatar                                                                  | 1 – 3                                                                  | Senegal                                                                | Mondiali 2022 - 1º turno                                               | -                                                                      |                                                                        |
| 29-11-2022                                                             | Al Rayyan                                                              | Ecuador                                                                | 1 – 2                                                                  | Senegal                                                                | Mondiali 2022 - 1º turno                                               | -                                                                      |                                                                        |
| 4-12-2022                                                              | Al Khor                                                                | Inghilterra                                                            | 3 – 0                                                                  | Senegal                                                                | Mondiali 2022 - Ottavi di finale                                       | -                                                                      |                                                                        |
| 17-6-2023                                                              | Cotonou                                                                | Benin                                                                  | 1 – 1                                                                  | Senegal                                                                | Qual. Coppa d'Africa 2023                                              | -                                                                      |                                                                        |
| 12-9-2023                                                              | Dakar                                                                  | Senegal                                                                | 0 – 1                                                                  | Algeria                                                                | Amichevole                                                             | -                                                                      | 84’                                                                    |
| 16-10-2023                                                             | Lens                                                                   | Senegal                                                                | 1 – 0                                                                  | Camerun                                                                | Amichevole                                                             | -                                                                      | 90+5’                                                                  |
| 18-11-2023                                                             | Diamniadio                                                             | Senegal                                                                | 4 – 0                                                                  | Sudan del Sud                                                          | Qual. Mondiali 2026                                                    | -                                                                      | 73’                                                                    |
| 8-1-2024                                                               | Diamniadio                                                             | Senegal                                                                | 1 – 0                                                                  | Niger                                                                  | Amichevole                                                             | -                                                                      |                                                                        |
| 15-1-2024                                                              | Yamoussoukro                                                           | Senegal                                                                | 3 – 0                                                                  | Gambia                                                                 | Coppa d'Africa 2023 - 1º turno                                         | -                                                                      | 9’ 58’                                                                 |
| 19-1-2024                                                              | Yamoussoukro                                                           | Senegal                                                                | 3 – 1                                                                  | Camerun                                                                | Coppa d'Africa 2023 - 1º turno                                         | -                                                                      | 58’                                                                    |
| 29-1-2024                                                              | Yamoussoukro                                                           | Senegal                                                                | 1 – 1 dts (4 - 5 dtr)                                                  | Costa d'Avorio                                                         | Coppa d'Africa 2023 - Ottavi di finale                                 | -                                                                      | 118’                                                                   |
| 9-6-2024                                                               | Nouakchott                                                             | Mauritania                                                             | 0 – 1                                                                  | Senegal                                                                | Qual. Mondiali 2026                                                    | -                                                                      |                                                                        |
| 6-9-2024                                                               | Diamniadio                                                             | Senegal                                                                | 1 – 1                                                                  | Burkina Faso                                                           | Qual. Coppa d'Africa 2025                                              | -                                                                      |                                                                        |
| 19-11-2024                                                             | Dakar                                                                  | Senegal                                                                | 2 – 0                                                                  | Burundi                                                                | Qual. Coppa d'Africa 2025                                              | -                                                                      |                                                                        |
| 6-6-2025                                                               | Dublino                                                                | Irlanda                                                                | 1 – 1                                                                  | Senegal                                                                | Amichevole                                                             | -                                                                      | Cap.                                                                   |
| Totale                                                                 |                                                                        | Presenze                                                               | 34                                                                     |                                                                        | Reti                                                                   | 2                                                                      |                                                                        |

## Palmarès

### Club
- Campionato francese: 3

Monaco: 2016-2017
Paris Saint-Germain: 2019-2020, 2021-2022
- Supercoppa francese: 3

Paris Saint-Germain: 2019, 2020, 2022
- Coppa di Lega francese: 1

Paris Saint-Germain: 2019-2020
- Coppa di Francia: 2

Paris Saint-Germain: 2019-2020, 2020-2021
- Coppa di Germania: 1

Lipsia: 2022-2023

### Nazionale
- Coppa d'Africa: 1

Camerun 2021